# James Harman
James Gary Harman (Anniston, 8 de junio de 1946) es un músico, cantante y compositor estadounidense de blues.

## Biografía
Nacido en Anniston, Alabama, Harman empezó a tomar lecciones de piano a los cuatro años. Más adelante se interesó por la armónica y otros instrumentos. En la década de 1970 se mudó al sur de California, donde compartió escenario con artistas como Big Joe Turner, John Lee Hooker y Muddy Waters. En 1977 formó su propia banda, conocida como la James Harman Band, con la que grabó variedad de álbumes y realizó giras por su país.
Se le detectó cáncer de esófago en etapa cuatro y tuvo que iniciar un tratamiento con quimioterapia en febrero de 2021.

## Discografía
- Thank You Baby (1983, Enigma)
- Those Dangerous Gentlemens (1987, Rhino)
- Extra Napkins (Strictly the Blues) (1988, Rivera)
- Strictly Live...In '85! (Vol. 1) (1990, Rivera)
- Do Not Disturb (1991, Black Top)
- Two Sides to Every Story (1993, Black Top)
- Cards on the Table (1994, Black Top)
- Black & White (1995, Black Top)
- Icepick's Story (1996, Continental Record Services)
- Takin' Chances (1998, Cannonball)
- Mo' Na' Kins, Please! (Strictly the Blues, Vol. 2) (1999, Cannonball)
- Lonesome Moon Trance (2003, Gulf Coast/Pacific Blues)
- James Harman's Bamboo Porch: Live at Little Village, Volume One (2012, Gulf Coast)
- Bonetime (2015, Electro-Fi)
- Fineprint (2018, Electro-Fi)
- Liquor Parking (2019, BigTone)